# 平山駅
平山駅（ひらやまえき）は、千葉県君津市平山にある、東日本旅客鉄道（JR東日本）久留里線の駅である。

## 歴史
- 1936年（昭和11年）3月25日：久留里 - 上総亀山間延伸時に鉄道省の駅として開設[1][2]。
- 1944年（昭和19年）12月16日：久留里 - 上総亀山間営業休止に伴い休止[1][3]。
- 1947年（昭和22年）7月1日：営業再開[1][4]。
- 1954年（昭和29年）9月16日：荷物扱い廃止[5]。無人駅となる[6]。
- 1982年（昭和57年）4月：現駅舎使用開始。
- 1987年（昭和62年）4月1日：国鉄分割民営化に伴い、東日本旅客鉄道（JR東日本）の駅となる[1]。
- 2009年（平成21年）3月14日：東京近郊区間に編入される[7]。

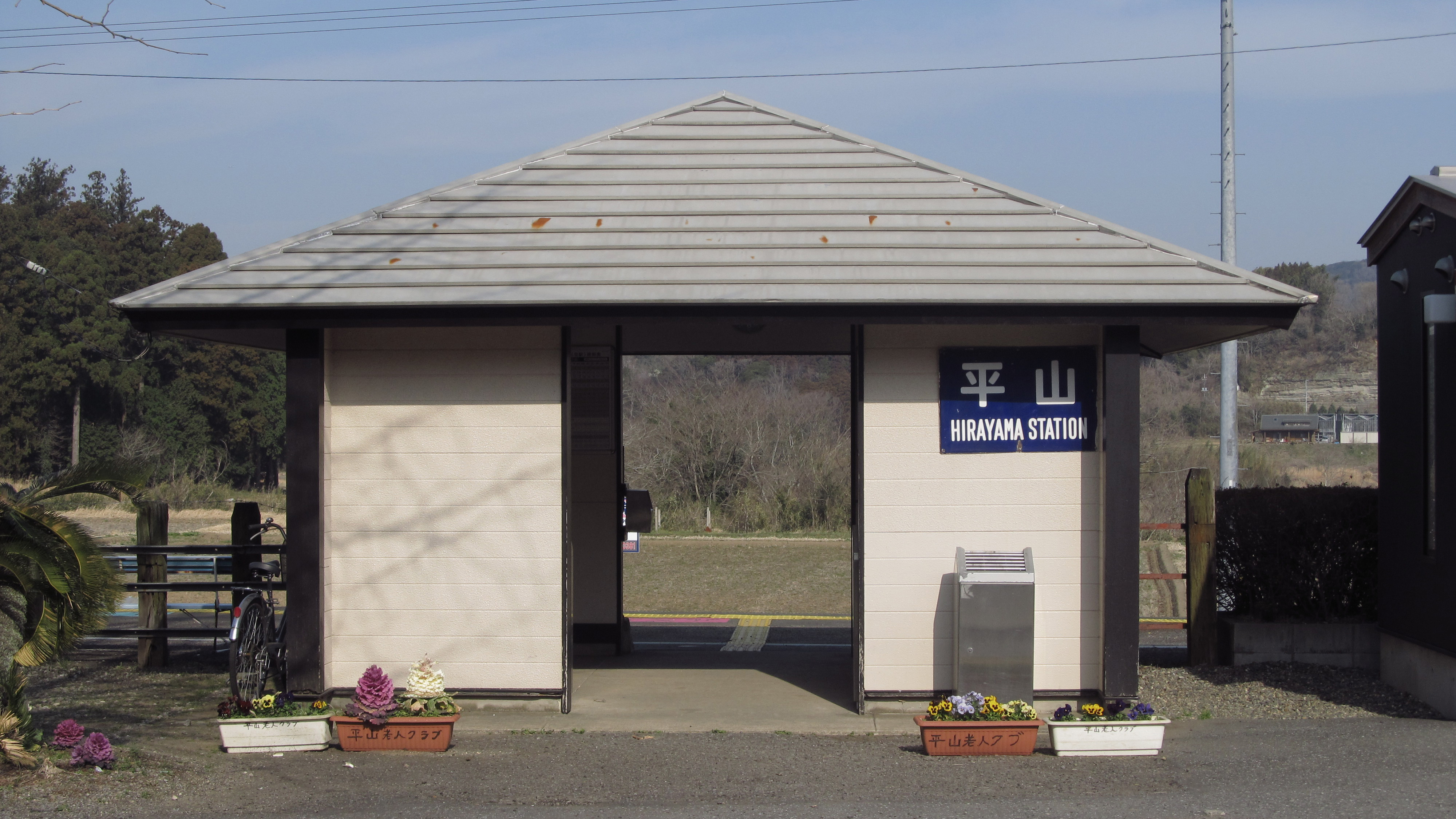
駅名看板更新前の駅舎（2014年3月）

## 駅構造
単式ホーム1面1線を有する地上駅である。ホームは3両編成まで対応する。このため4両編成以上の列車は、進行方向前寄り3両のみ扉扱いし4両目以降はドアカットされる。
久留里駅管理の無人駅である。乗車駅証明書発行機が設置されている。現駅舎は1982年（昭和57年）4月に建てられたもので、この他ホームに待合室がある。トイレは2008年（平成20年）春に男女別水洗式が設置された。

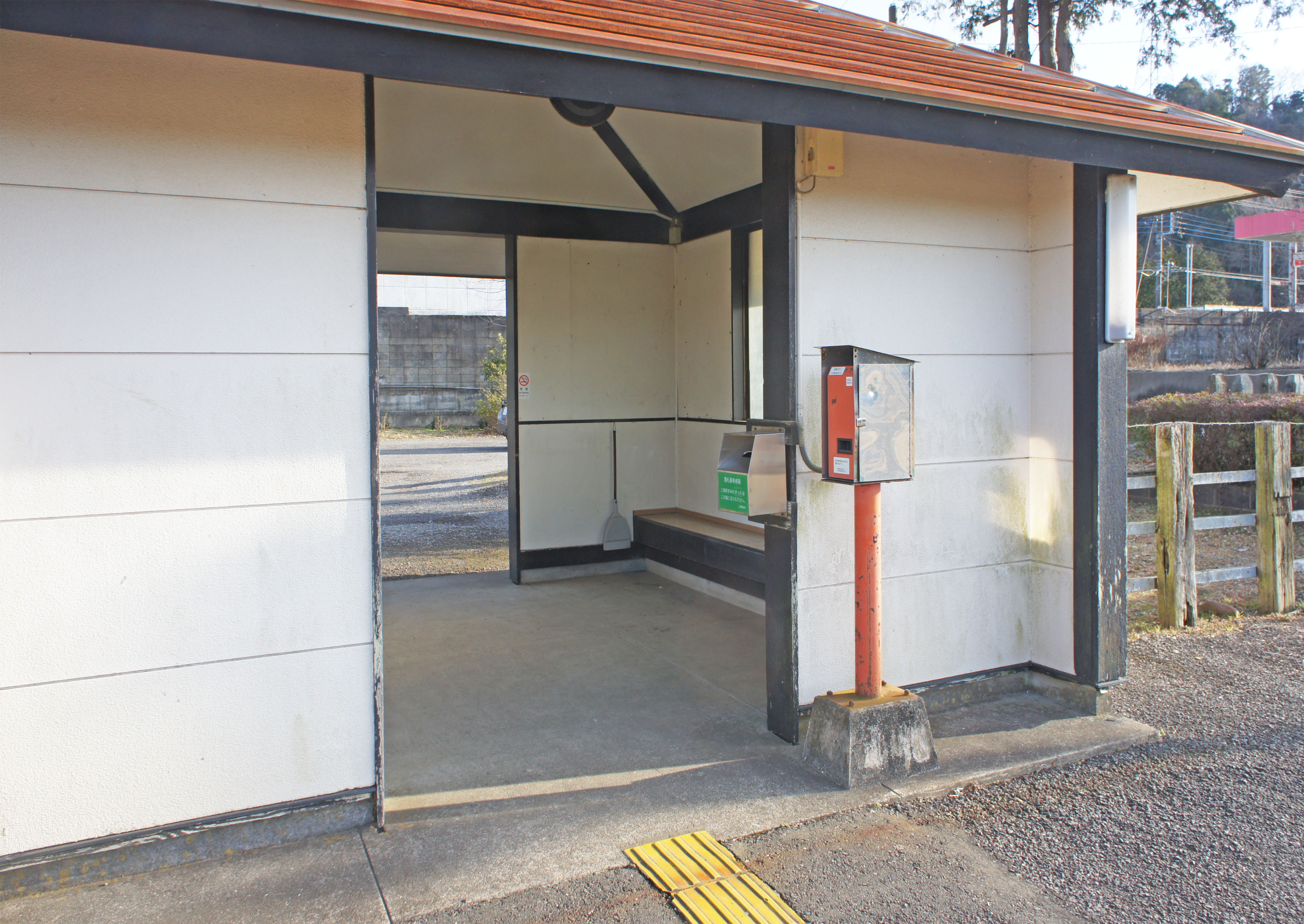
乗車駅証明書発行機（2022年1月）
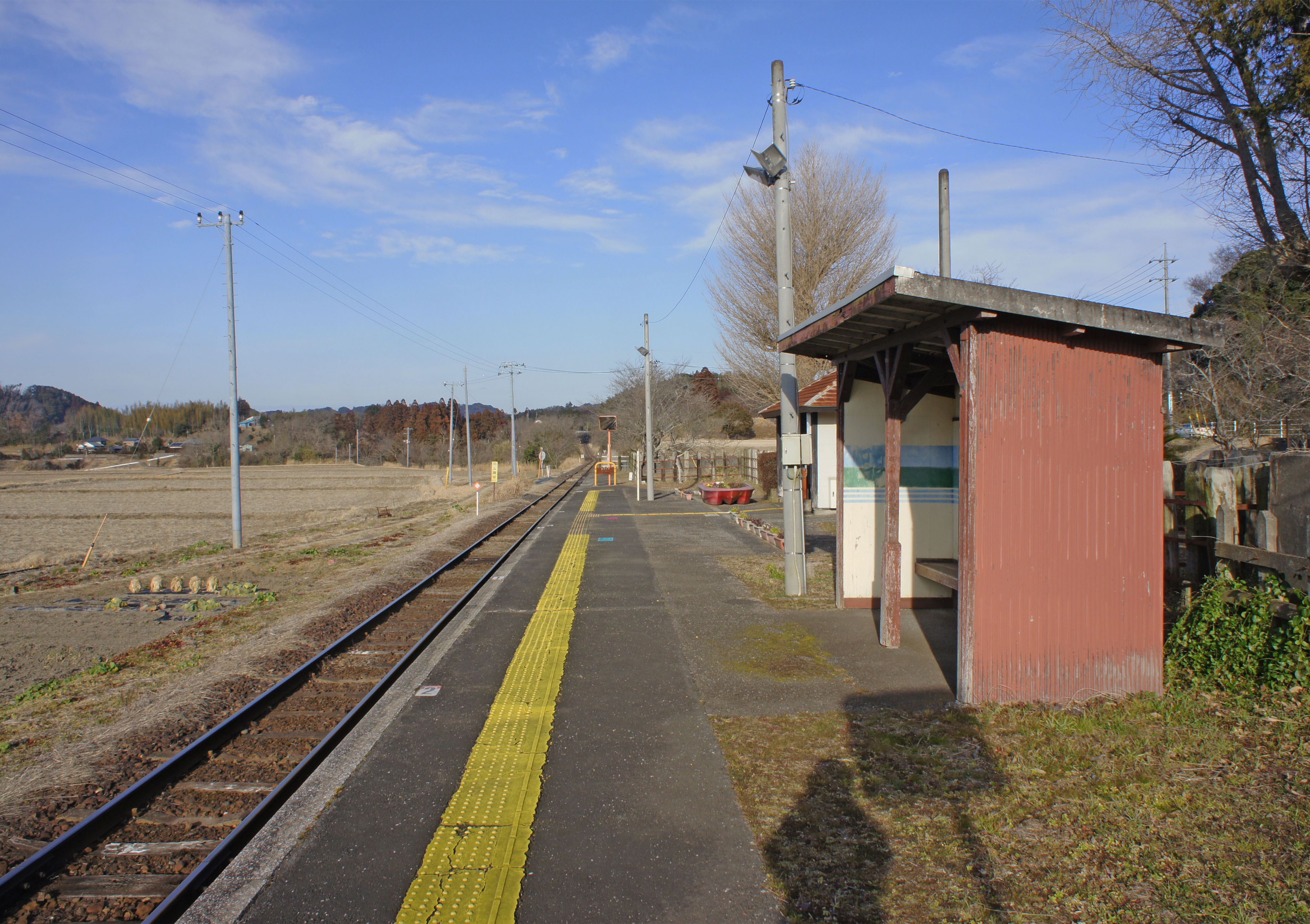
駅ホーム（2022年1月）
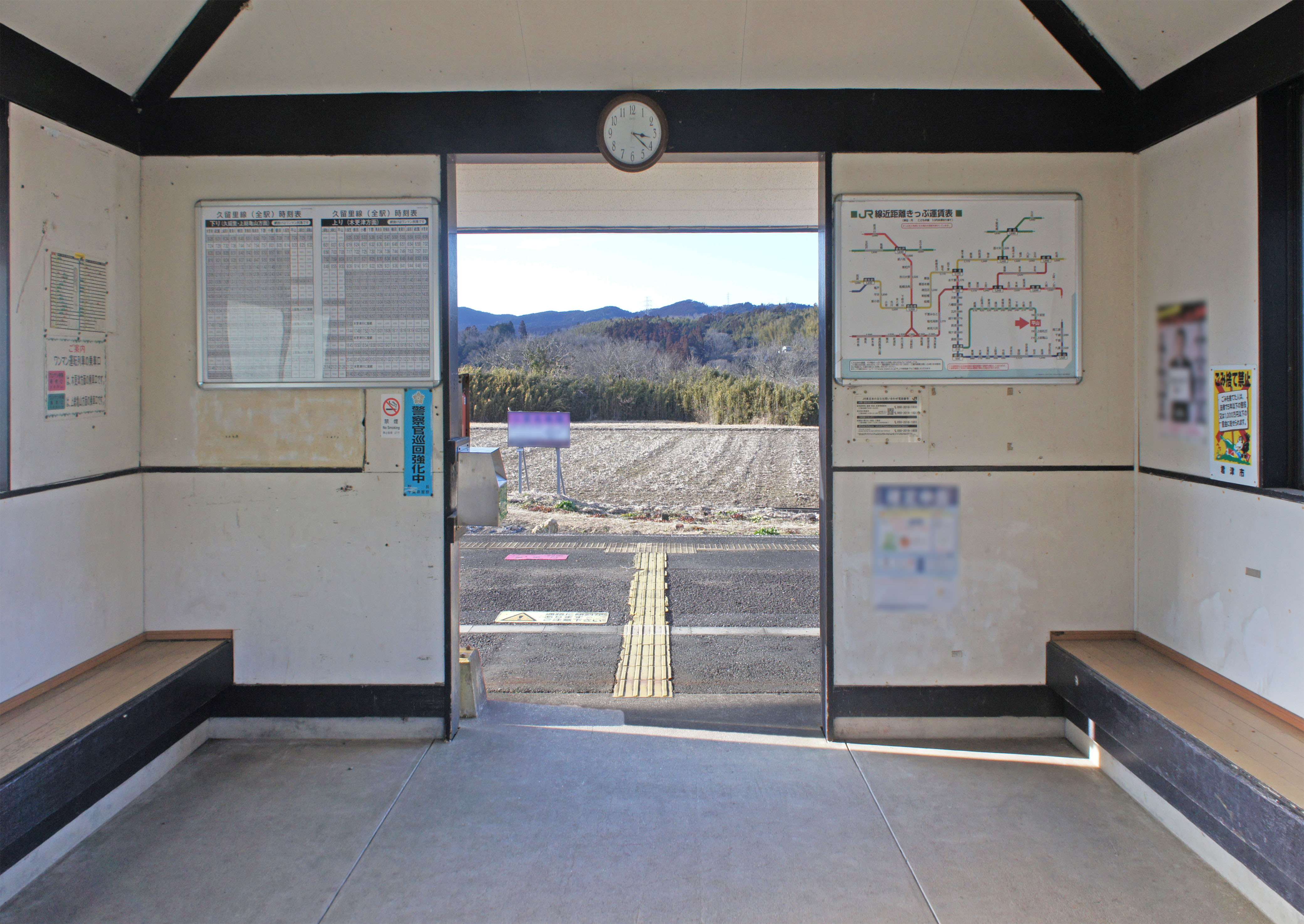
駅舎内待合室（2022年1月）
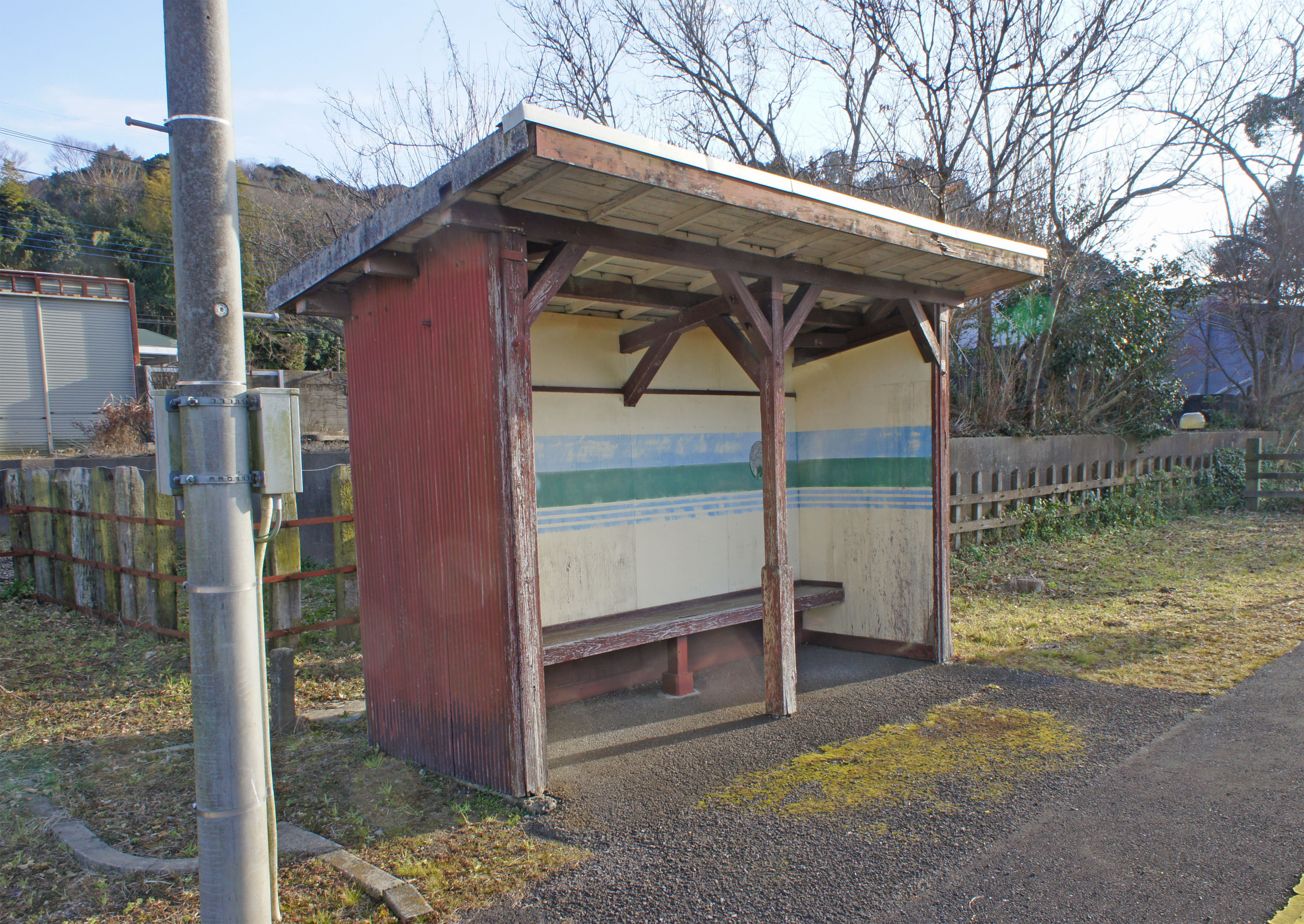
ホーム待合室（2022年1月）

## 利用状況
2006年（平成18年）度の1日平均乗車人員は48人である。
千葉県統計年鑑によると、近年の1日平均乗車人員の推移は以下の通り。
| 年度               | 1日平均 乗車人員 | 出典     |
| ------------------ | ---------------- | -------- |
| 1990年（平成02年） | 95               | [ * 1 ]  |
| 1991年（平成03年） | 93               | [ * 2 ]  |
| 1992年（平成04年） | 92               | [ * 3 ]  |
| 1993年（平成05年） | 95               | [ * 4 ]  |
| 1994年（平成06年） | 97               | [ * 5 ]  |
| 1995年（平成07年） | 88               | [ * 6 ]  |
| 1996年（平成08年） | 78               | [ * 7 ]  |
| 1997年（平成09年） | 73               | [ * 8 ]  |
| 1998年（平成10年） | 66               | [ * 9 ]  |
| 1999年（平成11年） | 68               | [ * 10 ] |
| 2000年（平成12年） | 63               | [ * 11 ] |
| 2001年（平成13年） | 54               | [ * 12 ] |
| 2002年（平成14年） | 59               | [ * 13 ] |
| 2003年（平成15年） | 60               | [ * 14 ] |
| 2004年（平成16年） | 57               | [ * 15 ] |
| 2005年（平成17年） | 46               | [ * 16 ] |
| 2006年（平成18年） | 48               | [ * 17 ] |

## 駅周辺
駅舎側（東側）は住宅が点在し、駅舎と反対側（西側）から小櫃川にかけては田園地帯が広がる。小櫃川を越えた先にはキャンプ場やコテージ、アグリライフ倶楽部のカズサ愛彩ガーデンファーム、かずさ自動車教習所などがある。
- 国道410号
- 千葉県道24号千葉鴨川線
- 小櫃川
- 君津市平山共同調理場
- 志保沢商店（焼きそば専門店）
- 大原神社
- 植木市
- 君津ドライビングサポート（徒歩約35分）
- ロイヤルスターゴルフクラブ
- 上総富士ゴルフクラブ（徒歩約35分）

## バス路線
「平山」停留所にて、以下の高速バスが発着する。
- 日東交通・京成バス
  - アクシー号：東京駅八重洲口前・東京タワー行
- 日東交通・京成バス千葉イースト
  - カピーナ号：千葉駅行 / 亀田病院行

## 隣の駅
東日本旅客鉄道（JR東日本）
■久留里線
久留里駅 - 平山駅 - 上総松丘駅

### 記事本文

### 利用状況
1. ↑  千葉県統計年鑑 - 千葉県

千葉県統計年鑑
1. ↑  千葉県統計年鑑（平成3年）
2. ↑  千葉県統計年鑑（平成4年）
3. ↑  千葉県統計年鑑（平成5年）
4. ↑  千葉県統計年鑑（平成6年）
5. ↑  千葉県統計年鑑（平成7年）
6. ↑  千葉県統計年鑑（平成8年）
7. ↑  千葉県統計年鑑（平成9年）
8. ↑  千葉県統計年鑑（平成10年）
9. ↑  千葉県統計年鑑（平成11年）
10. ↑  千葉県統計年鑑（平成12年）
11. ↑  千葉県統計年鑑（平成13年）
12. ↑  千葉県統計年鑑（平成14年）
13. ↑  千葉県統計年鑑（平成15年）
14. ↑  千葉県統計年鑑（平成16年）
15. ↑  千葉県統計年鑑（平成17年）
16. ↑  千葉県統計年鑑（平成18年）
17. ↑  千葉県統計年鑑（平成19年）